# Bohumír Šmeral
Bohumír Šmeral (25 de octubre de 1880 en Třebíč – 8 de mayo de 1941 en Moscú) fue un político checo, líder de la socialdemocracia y uno de los fundadores del Partido Comunista de Checoslovaquia.

## Primeros años
Šmeral nació en una familia relativamente bien acomodada de una pequeña ciudad . Estudió en el gymnasium de Třebíč, donde se unió a la rama local del Partido Socialdemócrata Checo. Entre 1898 y 1904 estudió derecho en la Universidad Carolina de Praga y entró activamente en política. Desde 1889 trabajó también como periodista en el periódico local Právo lidu como portavoz público. Publicó asimismo varias obras teóricas.

## Carrera política
Siendo capaz, extrovertido y buen trabajador, Šmeral fue elegido para el comité ejecutivo de social democracia (en 1909) y en el parlamento de Austria (Reichsrat), en 1911. Según el historiador Jan Galandauer fue el político más competente entre los socialdemócratas checos.
Durante la Primera Guerra Mundial Šmeral se convirtió en jefe de la socialdemocracia. Abogó por la federalización de Austria-Hungría como la mejor manera de conseguir los objetivos de la clase obrera y argumentó contra la creación de pequeños estados nacionales. Al avanzar la guerra y con el desvanecimiento de la fe en la monarquía, los otros líderes del partido comenzaron a descontentarse con sus tesis pro-austríacas, recibiendo en septiembre de 1917 críticas de Gustav Habrman, František Soukup, František Tomášek, Rudolf Bechyně que le obligaron a dimitir.
Después del 28 de octubre de 1918, cuando fue establecida Checoslovaquia, se negó a participar en la política del nuevo estado y hasta el fin de 1919 trabajó como corresponsal del Právo lidu en Suiza.
Durante el verano de 1920, Šmeral visitó la República Socialista Federativa Soviética de Rusia donde discutió los futuros movimientos del movimiento de izquierdas en Checoslovaquia con Lenin. Tras su retorno, dirigió la vertiente más a la izquierda del Partido SOcialdemócrata, preparando la creación del partido comunista y participadndo en la actividad del Comintern. En mayo de 1921, fundó conjuntamente con Antonín Zápotocký, el Partido Comunista de Checoslovaquia (KSČ), del que formó parte del Comité ejecutivo (más tarde llamado Comité central, ÚV KSČ).
Šmeral fue criticado como demasiado moderado y "socialdemocratizador" por los radicales. Trabajó como un ejecutivo del Comintern desde 1926, la mayor parte del tiempo fuera de Checoslovaquia. Durante la década de 1930 organizó movimientos antifascistas. En septiembre de 1938, tras que la ocupación alemana de los Sudetes resultara en el Pacto de Múnich, se fue a Moscú y se unió a la organización exiliada (zahraniční vedení) del KSČ (pronto prohibido en Checoslovaquia).

## Obras seleccionadas
- Kdo jsou a co chtějí sociální demokraté [Socialdemócratas: Quiénes son y qué quieren] (1906)
- Materálie k dějinám dělnického hnutí [Materiales históricos del movimiento obrero] (1906)
- Pravda o sovětském Rusku [La Verdad sobre la Rusia Soviética] (1920)